# J. Michael Duncan
James Michael Duncan (* 2. Januar 1937), zitiert als J. Michael Duncan oder J. M. Duncan, ist ein US-amerikanischer Bauingenieur für Geotechnik.
Duncan studierte an der Georgia Tech (Bachelor-Abschluss 1959, Master-Abschluss 1962) und wurde 1965 an der University of California, Berkeley promoviert. 1962 war er an der Waterways Experimentation Station des US Army Corps of Engineers in Vicksburg (Mississippi) beschäftigt. Ab 1965 lehrte er zunächst als Assistant Professor in Berkeley, wo er 1973 Professor wurde und mehrere Jahre der geotechnischen Abteilung vorstand. Er war seit 1984 Professor (Thomas W. Rice Professor of Civil Engineering) an der Virginia Tech, ab 1987 als Distinguished University Professor. Seit 2007 ist er Distinguished Professor Emeritus. 1984 bis 1993 stand er der Geotechnik-Abteilung vor und war Direktor des Center for Geotechnical Practice and Research. 1971/72 war er am norwegischen geotechnischen Institut in Oslo.
Er befasste sich unter anderem mit Scherfestigkeit von Böden, Böschungsstabilität (er verfasste die Neuauflage des US Army Corps of Engineers Handbuchs dazu), Grundwasserströmung, Pfahl- und Flachgründungen, Setzungen, Dammbau, Analyse geotechnischer Fragen mit Finiten Elementen, wobei er auch mehrere geotechnische Computerprogramme entwickelte.
Nach dem Hurrikan Katrina untersuchte er als einer der Leiter der offiziellen geotechnischen Untersuchungsgruppe die Ursache des Versagens der Deiche in New Orleans. Dafür wurde er 2007 mit der Outstanding Civilian Service Medal des Department of the Army ausgezeichnet (die Aufsicht über die Deiche am Mississippi führt das US Army Corps of Engineers). Er war seit 1965 unabhängiger geotechnischer Berater mit Projekten auch außerhalb der USA zum Beispiel in Japan, Indonesien, Südamerika, Neuseeland, Europa und dem Mittleren Osten. Seit 1986 war er in der geotechnischen Beratungsgruppe für den Panamakanal.
Duncan erhielt viele Auszeichnungen und war zum Beispiel 1991 Terzaghi Lecturer (Limitations of conventional analysis of consolidation settlement) und erhielt 2003 den Terzaghi Award. Weiter erhielt er von der ASCE, deren Ehrenmitglied der seit 1999 ist, unter anderem dreimal den Middlebrooks Award, den Huber-Forschungspreis, den Collingwood Prize (1972) und 2008 die H. Bolton Seed Medal. Er ist Ehrenmitglied der Japanischen Geotechnischen Gesellschaft (2008) und Mitglied der National Academy of Engineering (1985).

## Schriften
- mit Stephen G. Wright Soil strength and soil stability, Wiley 2005